# Fester Platz (Wehrmacht)

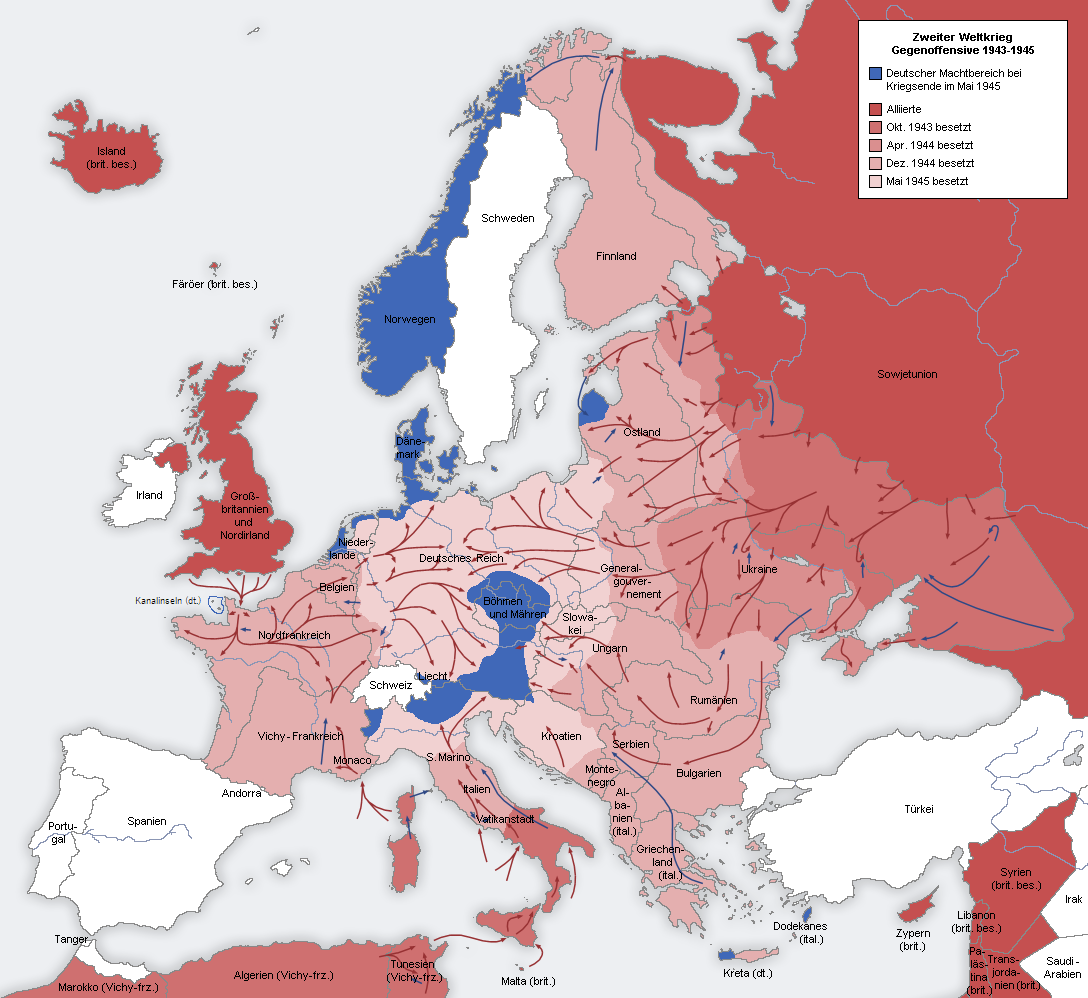
Kriegsverlauf 1943–1945
Als Folge wurde im März 1944 das Konzept der „Festen Plätze“ entwickelt.

Fester Platz hatte im älteren deutschen Wortgebrauch die Bedeutung von „Festung“. Als Schlagwort für ein Verteidigungskonzept der deutschen Wehrmacht gewann die Bezeichnung im Zweiten Weltkrieg eine spezifische Bedeutung. Nachdem ab 1943 die deutschen und ihre verbündeten Truppen durch die alliierten und hier vor allem die Offensiven der sowjetischen Roten Armee zum Rückzug gezwungen worden waren, und die sowjetischen Truppen immer weiter vorrückten, führten Adolf Hitler und die oberste militärische Führung als Gegenmaßnahme das Konzept der Festen Plätze ein. Als solche wurden Orte bezeichnet, die beim Rückzug wegen ihrer operativen Bedeutung als Verkehrsknotenpunkte von der Wehrmacht besonders hartnäckig verteidigt und auch im Falle feindlicher Übermacht nicht aufgegeben werden sollten, selbst wenn dies eine Einkesselung zur Folge haben könnte. Das im März 1944 eingeführte Konzept bewährte sich jedoch nicht und hatte größere Verluste als geordnete Rückzüge zur Folge.

## Konzept
Seit den großen Sommerschlachten des Jahres 1943 wurden die Verbände der Wehrmacht durch die Rote Armee zurückgedrängt. Die Rote Armee stand an der Grenze zu Belarus und hatte auch den größten Teil der Ukraine zurückerobert. Damit näherte sie sich den Grenzen des „Generalgouvernements für die besetzten polnischen Gebiete“. Um den Vormarsch aufzuhalten, entwickelte Hitler Anfang März 1944 die Idee, „Feste Plätze“ einzurichten. Er meinte damit Orte, denen aufgrund ihrer Lage als logistische Verkehrsknotenpunkte eine operative oder gar strategische Bedeutung zukam. Diese Orte würde der Gegner erst einnehmen müssen, um seinen Vormarsch fortzusetzen, und so lange würden ihm wichtige Verkehrsverbindungen versperrt:

„Die ‚Festen Plätze‘ sollen die gleichen Aufgaben wie die früheren Festungen erfüllen. Sie haben zu verhindern, daß der Feind diese operativ entscheidenden Plätze in Besitz nimmt. Sie haben sich einschließen zu lassen und dadurch möglichst starke Feindkräfte zu binden. Sie haben dadurch mit die Voraussetzung für erfolgreiche Gegenoperationen zu schaffen.“

Ein anderer wichtiger, im Befehl aber nicht genannter Grund für die Einrichtung „Fester Plätze“ wurde später durch Generalfeldmarschall Ernst Busch (1885–1945) eingeräumt. So war es auch aus politisch-propagandistischen Gründen notwendig, größere in der Welt bekannte Städte zu halten, auch wenn das militärischer Logik widersprach. Die „Festen Plätze“ waren also gleichsam Prestigeobjekte.

## Organisation
Organisatorisch unterstanden die „Festen Plätze“ den Oberbefehlshabern der an dem Frontabschnitt eingesetzten Heeresgruppen. Diese Befehlshaber durften die „Festen Plätze“ taktisch gegebenenfalls dem Stab einer Armee unterstellen. Bei allen übrigen Entscheidungen war zuvor die Genehmigung des Oberkommandos der Wehrmacht einzuholen. So konnte ein „Fester Platz“ nur auf Befehl des Oberbefehlshabers einer Heeresgruppe aufgegeben werden, und dann auch nur mit Hitlers ausdrücklicher Zustimmung.
Der Kommandant eines „Festen Platzes“ sollte im Generalsrang stehen und „ein besonders ausgesuchter, harter Soldat“ sein, dessen Aufgabe darin bestand „den Ortsstützpunkt mit allen Mitteln zäh zu verteidigen und dadurch die Voraussetzungen für erfolgreiche Weiterführung des Kampfes in seinem Frontabschnitt zu schaffen.“ Weiter hieß es: „Der Kommandant des festen Platzes haftet mit seiner Soldatenehre für die Erfüllung seiner Aufgaben bis zum letzten.“ Ihm unterstanden alle Personen, Soldaten wie auch Zivilisten, die sich im Ort befanden. Zudem verfügte er über die militärgerichtliche Strafgewalt, wozu ihm fliegende Militär- und Standgerichte zugeteilt wurden.
Ein Beispiel für die Haftung des Kommandanten stellt General der Infanterie Otto Lasch (1893–1971) dar. Er hatte als Kommandant der „Festung“ Königsberg am 10. April 1945 ohne Erlaubnis kapituliert (→ Schlacht um Ostpreußen). Er wurde daraufhin in Abwesenheit zum Tod durch den Strang verurteilt und seine Familie zur Sippenhaft herangezogen. Die Tochter des Generals wurde umgehend verhaftet.
Jeder „Feste Platz“ wurde mit einer ständigen Sicherheitsbesatzung versehen, die für die Instandhaltung der Verteidigungsanlagen sorgte und die Objekte vor überraschenden Angriffen schützte. Im Falle einer Bedrohung des Ortes wurden weitere Truppen zur Verteidigung abgestellt, womit die Gesamtbesatzung erreicht wurde. Die Truppenstärke richtete sich nach der militärischen Lage sowie den Aufgaben des Kommandanten und lag im Ermessensspielraum des Oberbefehlshabers der jeweiligen Heeresgruppe.

## Umsetzung des Konzeptes
Der Führerbefehl vom 8. März 1944 bestimmte in einer Anlage sogleich 29 Orte zu „Festen Plätzen“. Außerdem wurden darin die Generalstäbe der vier Heeresgruppen, in deren Bereich diese Orte lagen, dazu aufgefordert, weitere Vorschläge für mögliche „Feste Plätze“ einzureichen. Im Durchschnitt erhielten diese eine Sicherheitsbesatzung von einem verstärkten Bataillon sowie eine vorgesehene Gesamtbesatzung von zwei Divisionen (im Falle Witebsk drei Divisionen). Allein im Bereich der Heeresgruppe Mitte waren durch diese Maßnahmen 21 Divisionen gebunden.
Dies führte zu Kontroversen innerhalb der Stäbe der Frontbefehlshaber. Der Chef des Stabes der Heeresgruppe Mitte, Generalleutnant Hans Krebs (1898–1945), wandte sich in einer Denkschrift schon am 15. März gegen die Einrichtung „Fester Plätze“. Er führte an, dass die dafür benötigten Verbände, Baumaterialien und Pionierkräfte an der Front fehlen würden, es die angespannte Munitionsversorgung nicht gestatte, Vorräte in den „Festen Plätzen“ anzulegen, es an Offizieren mangele, um die Festungsstäbe zu bilden, und schließlich, dass so Kräfte gebunden würden, die zur Partisanenbekämpfung gebraucht würden. Auch sonst bezweifelten viele Befehlshaber die Annahme, dass die „Festen Plätze“ tatsächlich nennenswerte Feindkräfte binden würden. Diese Befehlshaber setzten sich für Frontverkürzungen ein, um mit Schaffung beweglicher Reserven und flexibler Abwehr die gegnerischen Angriffe mithilfe freier Operationen im Raum auszumanövrieren. Letztere Idee tat Hitler jedoch als „Quatsch“ ab. Er erklärte, die Zeit der Operationen größeren Stils im Osten sei abgeschlossen; nun käme es „nur noch auf ein starres Festhalten an.“
| Der Führerbefehl vom 8. März 1944 bestimmte die folgenden 29 Orte zu „Festen Plätzen“ (Schreibweise der Ortsnamen im Original des Führerbefehls Nr. 11):                 | Der Führerbefehl vom 8. März 1944 bestimmte die folgenden 29 Orte zu „Festen Plätzen“ (Schreibweise der Ortsnamen im Original des Führerbefehls Nr. 11):                            |
| --- | --- |
| 1. Reval 2. Wesenberg 3. Jewi 4. Dorpat 5. Pleskau 6. Ostroff 7. Opotschka 8. Rositten 9. Polozk 10. Witebsk 11. Orscha 12. Mogilew 13. Borissoff 14. Minsk 15. Bobruisk | 16. Sslusk 17. Luniniec 18. Pinsk 19. Kowel 20. Brody 21. Tarnopol 22. Proskuroff 23. Shmerinka 24. Winniza 25. Uman 26. Nowo Ukrainka 27. Perwomaisk 28. Wosnessensk 29. Nikolajew |

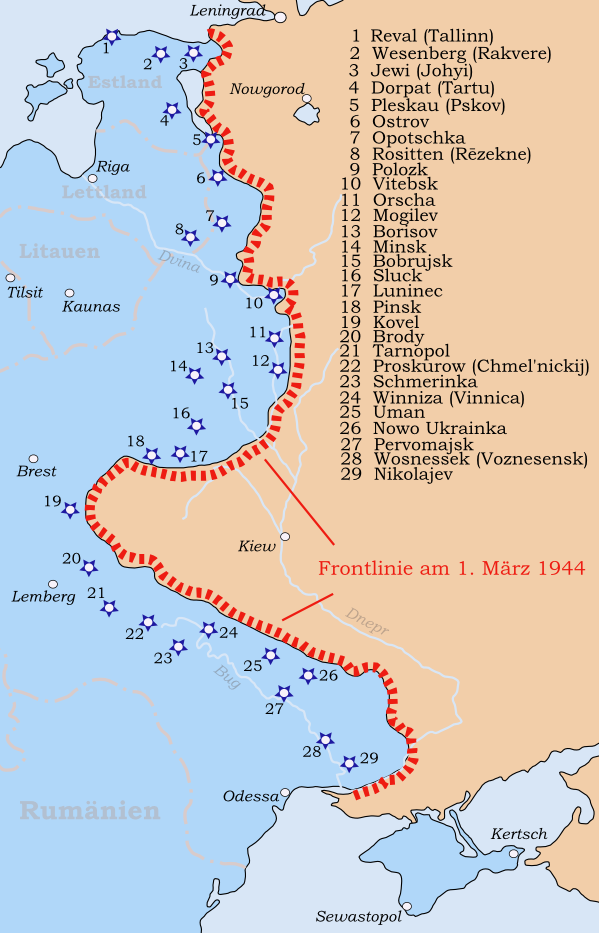
Lage der 29 von Hitler am 8. März 1944 bestimmten „Festen Plätze“.

Bereits in den ersten Wochen nach Hitlers Anweisung erwies sich die Umsetzung des Konzeptes als fragwürdig. Am 9. März 1944 drangen sowjetische Truppen in die ukrainische Stadt Tarnopol ein, welche seit wenigen Tagen zur Verteidigung vorbereitet wurde. Diese Stadt wurde am folgenden Tag zum „Festen Platz“ erklärt. Die Verbände der Roten Armee konnten zwar zunächst wieder zurückgeworfen werden, gleichwohl wurde die Stadt am 23. März eingeschlossen. Noch am Morgen zuvor hatte ihr Kommandant Generalmajor Egon von Neindorff gemeldet: „Ferner melde ich, daß infolge unzureichender Munitionsbevorratung den an einen festen Platz zu stellenden Anforderungen nicht genügt. Desgleichen ist der Rundumausbau unvollendet […] Die Voraussetzungen für einen festen Platz treffen daher auf Tarnopol nicht zu.“ Dennoch verweigerte Hitler die daraufhin von der Heeresgruppe Süd geforderte Aufgabe der Stadt. Die 4600 Mann zählende Besatzung konnte mangels ausreichender Kapazitäten seitens der deutschen Luftwaffe auch nicht aus der Luft mittels Lastenseglern versorgt werden, wie dies gleichzeitig im Falle der ebenfalls eingeschlossenen 1. Panzerarmee praktiziert wurde. Nach schweren Kämpfen mit Entsatz- und Ausbruchsversuchen, in deren Verlauf die Stadt nahezu komplett zerstört wurde, gelang es nur 55 der eingeschlossenen Soldaten, am 16. April 1944 zu den deutschen Linien zurückzukehren. Die örtlichen Befehlshaber waren der Ansicht, dass der Verlust der Besatzung und deren Material in keinem Verhältnis zum operativen Erfolg stand. Hitler hingegen vertrat die Meinung, dass sich das Konzept bewährt habe, da zeitweise bis zu vier sowjetische Divisionen gebunden worden waren. Daraufhin erst legte er fest, dass die anderen „Festen Plätze“ eine oder mehrere ganze Divisionen als Besatzung erhalten sollten. Wie auch später in anderen Fällen gab die deutsche Propaganda den Kampf um Tarnopol als eigenen Erfolg aus. Der Völkische Beobachter schrieb: „In Panzerkämpfen von äußerster Härte wurde der Feind, der sich dem Entsatzangriff verzweifelt entgegenstemmte, geschlagen, so daß die aus der Stadt ausgebrochenen Teile der Besatzung aufgenommen werden konnten.“
Später im Sommer 1944 war dieses operative Verhalten ein Hauptgrund für den völligen Zusammenbruch der Heeresgruppe Mitte (→ Operation Bagration). Dort wurden allein 13 deutsche Divisionen bei dem Versuch, die „Festen Plätze“ zu behaupten, innerhalb weniger Tage durch die Rote Armee eingeschlossen und aufgerieben. Die Verteidigung der westeuropäischen Atlantikhäfen wirkte sich dagegen erheblich erschwerend für die Versorgung der alliierten Streitkräfte aus, da das dortige Gelände eine Verteidigung begünstigte und die Überlegenheit der Alliierten gegenüber den Deutschen nicht so extrem war wie das Verhältnis zwischen Roter Armee und Wehrmacht an der Front in der Sowjetunion. Im weiteren Kriegsverlauf nahmen die zu „Festungen“ deklarierten Objekte immer größere Maßstäbe an. So wurden Kurland (1944) und Ostpreußen (1945) abgeschnitten und mit der Aufgabe, gegnerische Kräfte zu binden, in ihrer isolierten Lage belassen. Gegen fast alle diese Entscheidungen legten die Oberbefehlshaber der betreffenden Heeresgruppen erfolglos Beschwerden ein.
| Eine Liste der später eingerichteten „Festen Plätze“ existiert nicht, da sie oft kurzfristig dazu erklärt wurden und auch unter der Bezeichnung „Festung“ firmierten. Bekannt sind jedoch die folgenden Orte: | Eine Liste der später eingerichteten „Festen Plätze“ existiert nicht, da sie oft kurzfristig dazu erklärt wurden und auch unter der Bezeichnung „Festung“ firmierten. Bekannt sind jedoch die folgenden Orte: |
| --- | --- |
| 1. Aschaffenburg 2. Brest-Litowsk 3. Belzig 4. Berlin 5. Breslau 6. Brest 7. Cherbourg 8. Eichsfelder Pforte 9. Elbing 10. Fritzlar 11. Gironde 12. ’s-Hertogenbosch                                          | 13. Karlsruhe 14. Kolberg 15. Korsika 16. Küstrin 17. Lublin 18. Nordhausen 19. Posen 20. Thüringen Ost 21. Königsberg 22. Olmütz 23. Brünn 24. Prag 25. Budapest 26. Vilnius                                 |

Siehe auch: Festung (Wehrmacht)

## Bewertung
Insgesamt wurde das Konzept durchweg negativ bewertet, sowohl von verantwortlichen Militärs als auch von Historikern. Karl-Heinz Frieser bezeichnete die „Festen Plätze“ später als „Menschenfallen“, weil ihre Einkesselung und Vernichtung vorbestimmt war. Psychologisch wirkte sich die neue Doktrin deshalb äußerst negativ auf die Truppen an der Front aus. So führte der Kommandeur der 18. Flak-Division in seinem Erfahrungsbericht vom August 1944 aus, dass allein das Wort „Fester Platz“ mit Tod oder Gefangenschaft assoziiert wurde, was zu einer so genannten „Kesselpsychose“ führte.
Eine große Schwäche des Konzeptes stellten zusätzlich die ungenügenden Mittel dar, die zur Ausrüstung der „Festen Plätze“ zur Verfügung standen. Die Orte wurden ohne Rücksicht auf ihre Beschaffenheit oder das sie umgebende Gelände ausgewählt, das in einigen Fällen völlig ungeeignet für eine Verteidigung war. So hatte zum Beispiel Tarnopol keinerlei Befestigungen, während Kowel nur über ältere Festungswerke verfügte. Deshalb mussten oft mehr Truppen eingesetzt werden, als die Behauptung dieser Orte operativ lohnte. Der deutsche Generalfeldmarschall Erich von Manstein äußerte sich später dazu wie folgt: „Feste Plätze ohne Festungswerke und mit zwangsläufig unzureichender Besatzung mußten dem Gegner früher oder später zum Opfer fallen, ohne den ihnen zugedachten Zweck erfüllen zu können.“
Das operative Verteidigungskonzept, das Hitler mit der Bestimmung „Fester Plätze“ manifestiert hatte und auch später verfolgte, wurde von dem Militärhistoriker Percy Ernst Schramm (1894–1970) als „Wellenbrecher“-Doktrin charakterisiert. Er kam zu dem Schluss, dass der Grundgedanke Hitlers, dass der Gegner für die Einschließung der „Festen Plätze“ mehr Kräfte benötige als die deutsche Seite zu deren Verteidigung, nicht in jedem Fall gegeben war. „In Bezug auf die Rote Armee handelte es sich erst recht um eine Fehlrechnung, da sie den deutschen Ostkräften numerisch allemal überlegen blieb.“ Man kann davon ausgehen, dass in Hitlers Vorstellung diese „Festungen“ und „Festen Plätze“ als Sprungbretter für zukünftige Angriffsoperationen dienen sollten, sobald sich das Kriegsglück wendete.

## Sonderfälle
An einzelnen zur „Festung“ erklärten Orten im Ausland, z. B. in Royan nördlich von Bordeaux in Frankreich, um Chania auf Kreta oder um Libau in Lettland (Kurland-Kessel), konnte sich das eingeschlossene deutsche Militär aufgrund spezieller Gegebenheiten über mehrere Wochen oder gar Monate hinweg bis Kriegsende halten.
Einzelheiten findet man bei den jeweiligen Ortsartikeln.